# Феодосия
Феодосия (на украински: Феодосія, Теодосія; на руски: Феодосия; на кримскотатарски: Kefe; на гръцки: Θεοδoσία) е град в Крим.
Разположен е на брега на Черно море, на 80 km западно от Керч. Населението му е около 74 000 души (2001).

## История
Градът е основан през 6 век пр.н.е. от гръцки колонисти от Милет и първоначално се нарича Теодосия. Античният град е известен като средище на район с интензивно земеделие, но е разрушен от хуните през 4 век. През следващите векове областта попада за различни периоди под влиянието на Велика България, Хазарския хаганат, Византийската империя, Куманите и Монголската империя. По време на Латинската империя е под контрола на Венеция.
Около 1266 търговци от Генуа откупуват местността от Златната орда и основават там крепостта Кафа. Градът се превръща в основен център на търговията в Черно море. Той става главно пристанище и административен център на генуезките черноморски колонии, както и място на един от най-големите пазари за роби в Европа.
Смята се, че разпространението на Черната смърт в Европа започва от Кафа. През 1347 градът е обсаден от монголите, водени от Янибег. Епидемията от чума обхваща лагера на монголите и те катапултират трупове зад градските стени, за да пренесат болестта в града. Бягащите оттам търговци бързо разпространяват чумата в цялото Средиземноморие.
През 1474 година в избухват междуособици между кримския хан Менгли Гирай и двама претенденти за негови наместници в Кафа. През пролетта голям османски флот, воден от Гедик Ахмед паша, е изпратен в Крим и след няколкодневен артилерийски обстрел в началото на юни Кафа се предава. Градът е систематично разграбен, а италианското му население е изселено в Константинопол. В резултат на този поход Кримското ханство става васално на османския султан.
Под името Кефе градът става едно от основните османски пристанища в Черно море, като остава под османска власт до 1783, когато Крим е завладян от Руската империя. През 1802 е официално преименуван на Феодосия, руска адаптация на гръцкото име Теодосия.
Феодосия е силно засегнат от военните действия през Втората световна война, като на два пъти е превземан от германските войски, пред и след тежкото съветско поражение в Керченско-Феодосийската операция.

## Личности
- Родени във Феодосия
  - Иван Айвазовски (1817 – 1900), художник
- Починали във Феодосия
  - Иван Айвазовски (1817 – 1900), художник
  - Константин Везенков (1848 – 1878), лекар, български опълченец

- Други личности, свързани с Феодосия
  - Александър Грин (1880 – 1932), писател, живее в града след 1924